# Parotis impia
Parotis impia is een vlinder uit de familie van de grasmotten (Crambidae), uit de onderfamilie van de Spilomelinae. De wetenschappelijke naam van deze soort is voor het eerst voorgesteld als Margaronia impia door Edward Meyrick in een publicatie uit 1934.
De soort komt voor in Mali, Congo-Kinshasa en Zimbabwe.